# Zeeuwsche Voetbalbond
De Zeeuwsche Voetbalbond (ZVB) is een voormalig voetbalbond die opgericht werd op 29 oktober 1899 en opgeheven in oktober 1907. De bond werd heropgericht op 1 augustus 1921, waarna het in 1996 werd opgeheven door herstructurering bij de KNVB. Officieel was de bond vanaf 1940 een afdeling van de KNVB genaamd Afdeling Zeeland.

## Doelstelling
De formele doelstelling van de bond was:

Den bloei van het voetbalspel in de provincie Zeeland te bevorderen, tevens als middel om tot de lichamelijke ontwikkeling mede te werken (1930). De beoefening van het voetbalspel te bevorderen, mede als een middel voor lichamelijke opvoeding, in het door haar met den Koninklijken Nederlandsche Voetbalbond overeengekomen rechtsgebied (1938).